# 科尼瑟斯 (紐約州普查規定居民點)
科尼瑟斯（英語：Conesus）是位於美國紐約州利文斯頓縣的普查規定居民點。

## 人口
根據2020年美國人口普查的數據，科尼瑟斯的面積為2.74平方千米，皆為陸地。當地共有人口283人，而人口密度為每平方千米103.28人。